# Arthrocnodax saliciphilus
Arthrocnodax saliciphilus är en tvåvingeart som beskrevs av Fedotova 1995. Arthrocnodax saliciphilus ingår i släktet Arthrocnodax och familjen gallmyggor.
Artens utbredningsområde är Kazakstan. Inga underarter finns listade i Catalogue of Life.